# Felipe Arroyo de la Cuesta
Felipe Arroyo de la Cuesta (1780-1840) fue un misionero y lingüista franciscano español notable por su trabajo en lenguas nativas.
Arroyo de la Cuesta nació en Cubo de Bureba, Burgos, España en 1780. Llegó al territorio español de Alta California en 1808 y trabajó en la Misión San Juan Bautista en California desde 1808-1833. Estudió y escribió numerosos trabajos sobre los idiomas de la región, incluidos los ohlone o costanos, los mutsun y los yokuts.
En 1833, Arroyo de la Cuesta entregó el trabajo de San Juan Bautista a los franciscanos zacatecanos. Luego trabajó en varias otras misiones de California Central, incluyendo San Luis Obispo, San Miguel, La Purísima y Santa Inés. Murió en Santa Inés el 20 de septiembre de 1840.